# One Small Step...
One Small Step … is het zevende studioalbum van Guy Manning. Het is uitgebracht onder de groepsnaam Manning. Het is opgenomen in de Burnside Studio in Leeds gedurende de termijn januari tot en met juli 2005. Zijn maatje Andy Tillison ontbreekt op dit album, maar wordt wel samen met Sam Baine genoemd in het dankwoord; alle drie spelen ze dan in The Tangent. Het grootste deel van het album gaat over het plan een ruimtereis te ondernemen en de smeerboel hier, de smeerboel te laten. Opvallend is de keuze van de akoestische gitaar als belangrijkste muziekinstrument op dit album.
De hoes is van Ed Unitsky. Alhoewel een cd betreft is het boekwerkje is ontworpen als voor een dubbelelpee, met een uitgebreide centerfold.

## Musici
- Guy Manning: zang, alle instrumenten met medewerking van:
- Gareth Harwood: gitaar
- Laura Fowles: saxofoon, zang
- Ian Fairbairn: viool
- Martin Orford (van IQ): dwarsfluit
- Rick Ashton: basgitaar
- Neil Harris: piano
- Simon Baskind wordt vermeld als consultant slagwerk, waarschijnlijk omdat een “echte” slagwerker ontbreekt.

## Composities
Allen van Manning
1. In Swingtime (04:30)
2. Night Voices (05:56)
3. No Hiding Place (09:33)
4. The Mexico Line (07:02)
5. One Small Step (Parts I-VIII)
  1. Star Gazing (04:34)
  2. For Example (03:03)
  3. At The End Of My Rope (02:04)
  4. Man Of God (02:36)
  5. Blink Of An Eye (04:56)
  6. God Of Man (02:30)
  7. Black & Blue (07:26)
  8. Upon Returning (03:28)